# Балега Юрій Іванович
Ю́рій Іва́нович Бале́га (22 грудня 1928, Богаревиця, нині Іршавського району Закарпатської області — 20 травня 2016, Ужгород) — український науковець, літературознавець, літературний критик, письменник, публіцист, педагог, громадський діяч. Кандидат філологічних наук. Доцент кафедри української літератури Ужгородського національного університету. Член Національної спілки письменників України. Батько астрофізика Юрія Юрійовича Балеги.

## Життєпис
Народився 22 грудня 1928 року у селі Богаревиця на Закарпатті.
Закінчив філологічний факультет та аспірантуру при кафедрі української літератури Ужгородського державного університету. Після закінчення аспірантури, залишився там працювати асистентом кафедри української літератури. Науково-педагогічна кар'єра розвивалася по висхідній — він пройшов шлях від асистента, старшого викладача, доцента кафедри української літератури до завідувача кафедри теорії і зарубіжної літератури та декана факультету романо-германської філології Ужгородського державного університету. 
1959 року захистив кандидатську дисертацію на тему: «Розвиток літератури Закарпаття 20—30 рр. XX ст. (1919—1939)».
Від 1992 року — голова Української народної ради Закарпаття. Досліджував літературу Закарпаття XX століття.
Двічі лауреат Закарпатської обласної літературної премії імені Федора Потушняка: у 2002 році — за збірку оповідань і есе «Професор і Семіджо» та у 2013 році — за книгу «Бумеранг».
Юрій Іванович Балега був палким патріотом своєї рідної землі, невтомним борцем за українську державність, самовідданим трудівником на культурно-духовній ниві, одним із найактивніших учасників Народного руху на Закарпатті.
Помер Юрій Іванович Балега 20 травня 2016 року та похований 22 травня 2016 року на Доманинському цвинтарі міста Ужгорода.

## Творчий доробок
Перу Юрія Балеги належить великий корпус наукових, науково-публіцистичних статей, літературознавчих доповідей на вітчизняних та зарубіжних фахових конференціях, міжнародних українознавчих форумах тощо, чимало рецензій-рефлексій, літературно-критичних публікацій в місцевій та центральній періодиці, а також поважний доробок художніх творів, серед яких:
- Про сучасність на повний голос // Жовтень. — 1961. — № 8.
- Література Закарпаття двадцятих-тридцятих років XX століття / Ю. І. Балега. – К.: Радянський письменник, 1962. — 248 с.
- Партійність літератури (1963).
- Ідеали, проблеми, характери: Продовжуємо розмову про сучасну новелістику Закарпаття // Вітчизна. — 1965. — № 12.
- Художні відкриття чи правда факту? / Ю. Балега. — Ужгород: Карпати, 1969. — 219 с.
- Вищий вогонь (1974).
- Художній літопис нової доби // Культури нашої надбання. — Ужгород, 1982.
- В обіймах матері-вітчизни: Про творчу діяльність письменників Закарпаття // Дукля. 1988. — № 5.
- Олександр Духнович (1803-1865): тези доп. наук.-практ. конф., присвяч. 125-річчю з дня смерті О. Духновича / Закарпатська обласна організація товариства «Знання»; упоряд. Ю. І. Балега. — Ужгород: Патент, 1990. — 56 с.
- Бараболя Марко. Проект автономії: сатира та гумор / М. Бараболя; упоряд., прим., післям. Ю. І. Балега. — Ужгород: Добровольне товариство любителів книги УРСР. Закарпатська обласна організація, 1991. — 85 с.
- Хто ми є і чиї ми діти?: (полеміка з проф. П. Р. Магочі) / Ю. І. Балега, Й. Сірка. — К.: Обереги, 1991. — 28 с.
- Яворова сопілка: творчість нар. поетів / упоряд. Ю. І. Балега, В. Ю. Вовчок, М. М. Томчаній та ін.; худ. оформ. Ю. М. Мошак; ред. Т. В. Лісун. — Ужгород: Карпати, 1991. — 334 с.
- Становлення нової української літератури на Закарпатті (20-і – поч. 40-х рр. 20 ст.) // Українські Карпати: Матеріали міжнародної наукової конференції «Українські Карпати: Етнос, історія, культура». — Ужгород, 1993.
- Загадкові зустрічі: оповідання / Ю. Балега. — Б. м.: б. в., 1998. — 95 с.
- Куфер: оповідання; в т. ч. коротка біогр. / Ю. І. Балега // Закарпатське оповідання XX століття. — Ужгород, 2002. — С. 199—206.
- Професор і Семіджо: збірник / Ю. Балега. — Ужгород: Мистецька лінія, 2002. — 178 с.
- Політичне русинство і будівництво української держави / Ю. І. Балега. — Ужгород: Ґражда, 2003. — 196 с.
- Ретроспекція: оповідання. Есе / Ю. І. Балега. — Ужгород: Мистецька лінія, 2004. — 184 с.
- З відстані часу: спогади та есе / Ю. І. Балега. — Ужгород: Ґражда, 2006. — 308 с.
- Вечірні рефлексії: вибране / Ю. І. Балега. — Ужгород: Ґражда, 2008. — 392 с.
- Осіння печаль: оповідання, маленькі повісті, есе / Ю. І. Балега. — Ужгород: Ґражда, 2008. — 198 с.
- Політичне русинство, або Фенцико-бродіївські привиди на Закарпатті / Ю. І. Балега. — Ужгород: Ґражда, 2010. — 248 с.
- Центр естетичного виховання Dz. K. Dzherelcya Karpat: практ. посіб. / М-во культури і туризму України, Упр. культури Закарпат. облдержадмін., Обл. орг.-метод. центр культури; упоряд.: Е. М. Сачко, Т. Г. Сакс, Ю. І. Балега; відп. за вип. В. В. Рудейчук. — Ужгород: Ужгородська міська друкарня, 2012. — 56 с.
- Бумеранг: маленькі повісті та оповідання / Ю. І. Балега. — Ужгород: Ліра, 2013. — 200 с.
- Записки закарпатського сексота: роман, оповідання / Ю. І. Балега. — Ужгород: Ґражда, 2016. — 212 с.
- Особистість у вимірі часу / Ю. І. Балега; упоряд. Н. С. Ференц. — Ужгород: Ґражда, 2017. — 744 с.
- Епістолярій Юрія Балеги / Ю. І. Балега; упоряд., передм. та примі. Н. Ференц. — Ужгород: Ґражда, 2018. — 272 с.
- Сентимент: есе; в т. ч. біогр. авт. ст. / Ю. І. Балега // Літературне Закарпаття – 2018. — Ужгород: TIMPANI, 2019. — С. 273-279.
- Епістолярій Юрія Балеги. Кн. 2 / упоряд., передмова Н. С. Ференц. — Ужгород: ФОП Ребрик А. І., 2023. — 116 с.

## Родина
Син Юрій (нар. 8 січня 1953) — російський астрофізик українського походження, доктор фізико-математичних наук, член-кореспондент РАН, академік РАН, лауреат Державної премії СРСР та Державної премії України у галузі науки і техніки.